# Балка Городна
Балка Городна — балка (річка) в Україні у Лозівському районі Харківської області. Права притока річки Бритаю (басейн Сіверського Дінця).

## Опис
Довжина балки приблизно 7,14 км, найкоротша відстань між витоком і гирлом — 6,75 км, коефіцієнт звивистості річки — 1,06. Формується декількома струмками та загатами. На деяких ділянках балка пересихає.

## Розташування
Бере початок на західній стороні від села Богданівки. Тече переважно на північний захід через село Городнє та село Шатівку і впадає в річку Бритай, праву притоку річки Береки.

## Цікаві факти
- У XX столітті на балці існували машино-тракторна майстерня (МТМ) та газгольдер[2], а у XIX столітті — скотний двір та декілька вітряних млинів[1].